# 滴虫性阴道炎
滴虫性阴道炎（英語：trichomoniasis，trich）也稱為滴蟲炎，是一種由陰道毛滴蟲所引起的傳染病，會造成女性陰道或是男性尿道的發炎。約70%的女性及男性在罹病後沒有特殊症狀。若有症狀，一般是在罹染後5至28天後才會出現，症狀包括生殖器搔癢、阴道分泌物出現異味、排尿疼痛及性交疼痛。滴蟲炎會增加罹患HIV/AIDS的風險，也會造成懷孕時的併發症。
滴蟲性陰道炎屬於性傳染病（STI），常透過陰道性行為、口交及肛交傳染，也會透過接觸生殖器官傳播。患病者即使沒有症狀，仍然可能傳染疾病。診斷方式是利用顯微鏡檢查阴道分泌物中是否有病原體、利用陰道或是尿道分泌物進行微生物培養，或是針對病原體進行DNA檢測。若有檢查到，也需檢查是否有其他的性傳染疾病。
預防滴蟲性陰道炎的方式包括不要進行性行為、使用保險套、不要陰道沖洗、和新的對象進行性行為前先檢查對方有否性傳染病。滴蟲性陰道炎可以用抗生素治療，例如甲硝唑或是替硝唑。若感染了滴蟲性陰道炎，其性伴侶也需要進行治療。針對滴蟲性陰道炎進行治療的病患中，有20%在治療後三個月內又再度感染。
2015年約有1.22億個罹患滴蟲性陰道炎的新病例。在美國約有二百萬名女性受到感染，女性比男性容易罹患此病。陰道毛滴蟲（Trichomonas vaginalis）是在1836年由阿爾弗雷德·弗朗索瓦·多恩發現，到1916年時確認滴蟲性陰道炎是因為陰道毛滴蟲所引起。